# Zwierzyniec (program telewizyjny)
Zwierzyniec – przyrodniczy program telewizyjny skierowany do dzieci i młodzieży. Był emitowany w Telewizji Polskiej w latach 1968-1988 w paśmie popołudniowym w poniedziałki, typowo od 16:30 do 17:30. Gospodarzem programu był Michał Sumiński, myśliwy i miłośnik zwierząt. 

## Opis

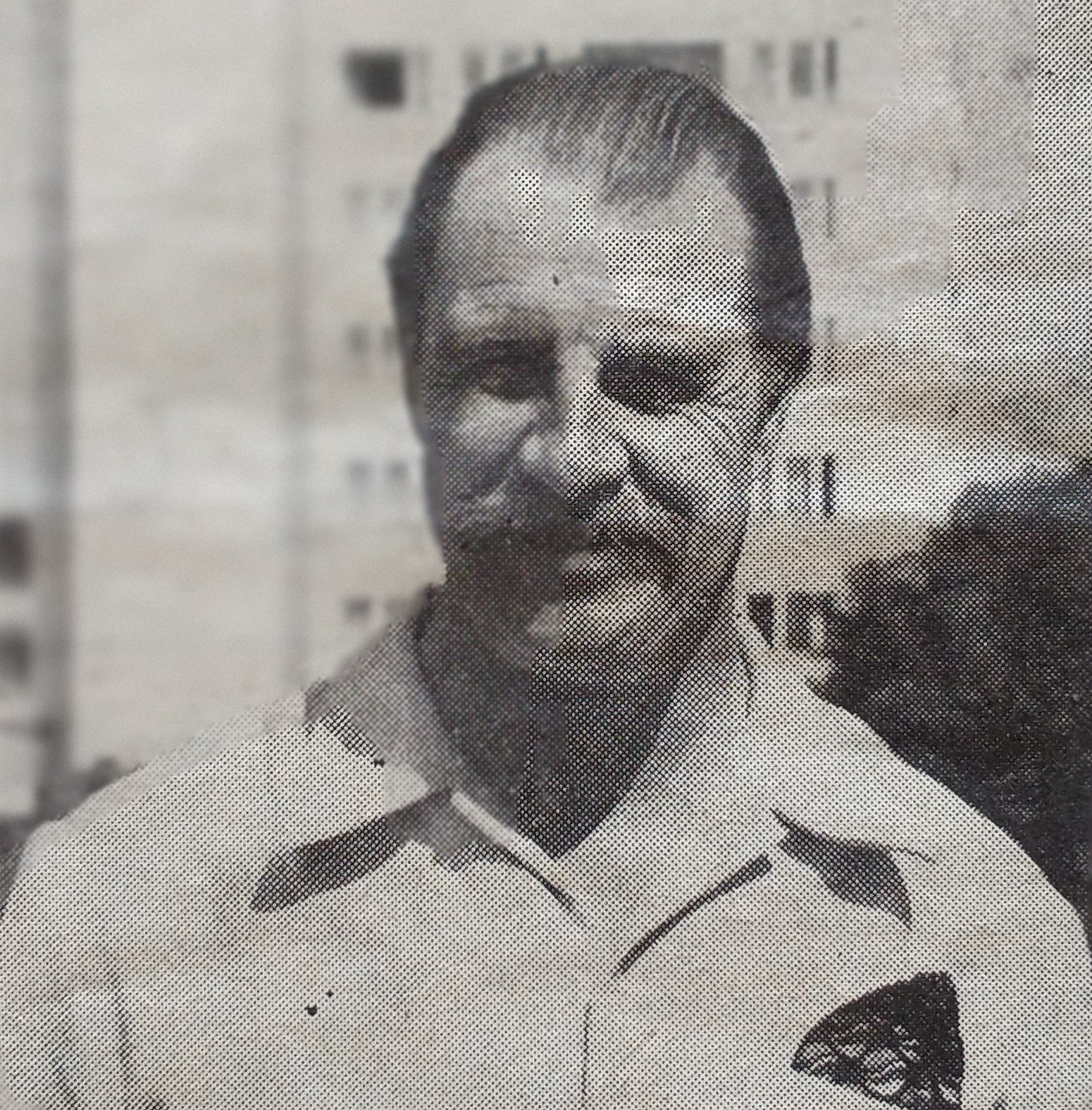
Michał Sumiński, prowadzący program

W skład Zwierzyńca wchodziły gawędy Pana Michała, opowieści o zwierzętach Marii Sołtyńskiej, filmy przyrodnicze. Na koniec wyświetlano kreskówki wytwórni Hanna-Barbera, m.in.: Pies Huckleberry, Pixie, Dixie i Pan Jinks, Miś Yogi, Goryl Magilla, Wally Gator.
Program rozpoczynał się piosenką o słowach: I kudłate i łaciate, pręgowane i skrzydlate. Te, co skaczą i fruwają na nasz program zapraszają. Autorką tekstu była Maria Terlikowska.